# Louie Cullen

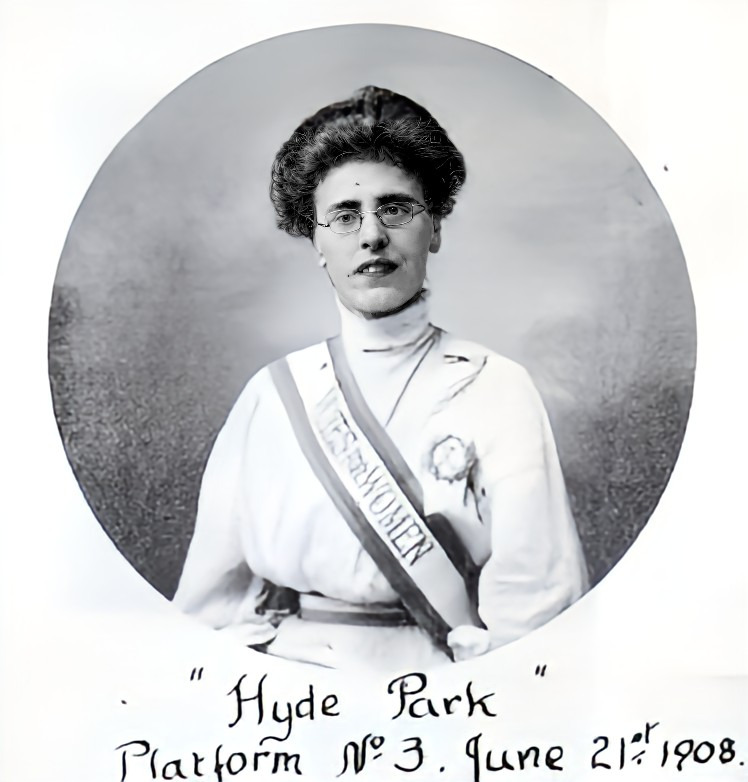
Foto della Cullen con la didascalia "Hyde Park"

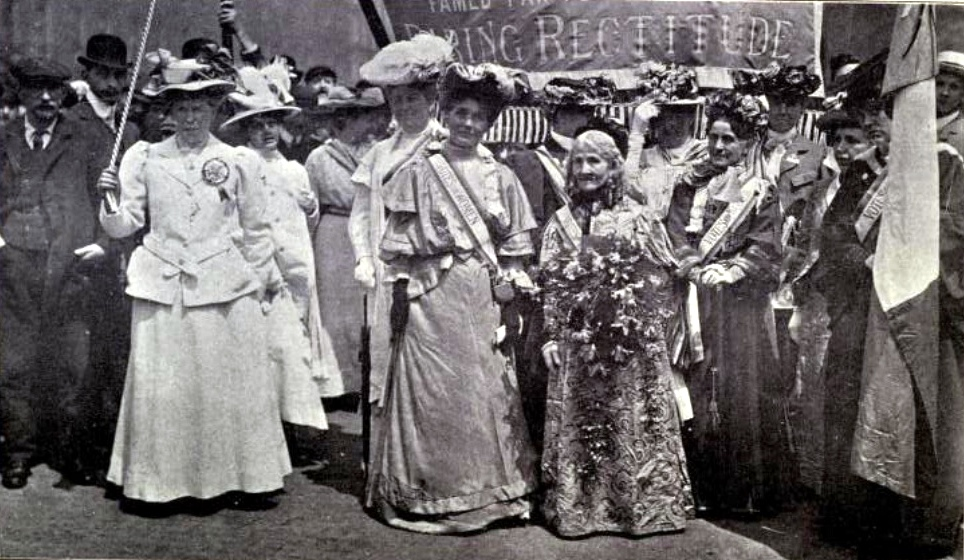
Marcia delle donne verso Hyde Park, 1908

Louie Cullen, nata Louisa Clarissa Mays (Inghilterra, 1876 – Sydney, 24 luglio 1960), è stata un'attivista, suffragetta e femminista britannica con cittadinanza australiana, scioperante della fame emigrata in Australia per continuare il suo attivismo femminista. Fu incarcerata per il suo lavoro di attivista e le è stata assegnata una Spilla Holloway.

## Biografia
Nata Louisa Clarissa Mays nel 1877, preferiva essere chiamata Louie ma in alcuni riferimenti viene chiamata Louise. Lasciò la scuola a 14 anni e lavorò per qualche tempo prima di sposare nel 1900 un uomo della classe operaia, Joshua William Cullen, che era solidale con la richiesta che le donne avessero il diritto di voto.

### Suffragio, prigionia e riconoscimento
La Cullen divenne una suffragetta radicale, si unì alla Women's Social and Political Union (WSPU) quasi al suo inizio, quando non c'erano filiali ufficiali e nel 1906 era l'organizzatore della filiale di Kensal a Londra. In quell'anno, a Cullen e Hannah Mitchell avevano contrabbandato uno striscione con la scritta 'Voti per le donne' nella Camera dei Comuni mentre erano lì con altri diciannove ed Emmeline Pankhurst e se ne erano andate durante la scena causata quando avevano aperto i loro striscioni. La Cullen fu arrestata in seguito al tentativo del 1908 delle suffragette di precipitarsi alla Camera dei Comuni nascoste in un furgone da trasporto per far sentire la loro voce sul suffragio femminile.
Fu incarcerata nella Prigione di Holloway e fece uno sciopero della fame per la causa del suffragio femminile.
Fu insignita della Spilla Holloway dalla WSPU e parlò anche su una piattaforma principale n. 3 alla marcia domenicale delle donne ad Hyde Park il 21 giugno 1908. Fu incoraggiata ad andare per alcuni giorni a 'scuotere' la gente per avere una folla pronta a salutare Winston Churchill, nel suo discorso a Norwich, in una lettera del 17 luglio 1909 di Christabel Pankhurst.
La salute della Cullen soffrì a causa della sua prigionia e lei e suo marito si trasferirono nel dicembre 1911, inizialmente per un periodo di due anni, a Melbourne, in Australia. Finirono per restare per il resto della loro vita in Australia.

### Attivismo in Australia
I Cullen adottarono un bambino che morì poco dopo il loro arrivo in Australia.
Nel 1914 Cullen iniziò a parlare dei diritti delle donne alla Women’s Political Association di Melbourne, convocata da Vida Goldstein, dicendo che "le donne fanno il lavoro di retrocucina del mondo, non organizzate e non retribuite". Diede anche assistenza pratica alle giovani donne sole in città, creando il club sociale Wayfarers per creare una comunità accogliente. Il suo sostegno alle cause promosse dai Pankhurst continuò con la partecipazione a una marcia e la consegna al primo ministro australiano Billy Hughes di una petizione con oltre 5.000 firme per il rilascio di Adela Pankhurst Walsh, incarcerata per aver protestato contro il prezzo del cibo.
Negli anni '30 i Cullen si trasferirono a Sydney e lei si unì alla Suffragette Fellowship, descritta come una 'suffragetta originale' nel Sydney Morning Herald. Sostenne l'impegno di più donne in politica, scrivendo nel 1947 per congratularsi con la signora N. A. Parker per la sua elezione come prima assessore al consiglio di Molong. È stata ampiamente segnalata per essersi opposta pubblicamente all'uso del termine 'obbedire' nella cerimonia di matrimonio dell'allora Principessa Elisabetta, ora Regina Elisabetta II, con il Principe Filippo di Edimburgo, in quanto 'decisamente antidiluviano'.
Nel 1953 donò oggetti alla collezione nazionale, per commemorare i 50 anni del diritto di voto delle donne in Australia, tra cui la Medaglia Holloway, una spilla a saracinesca con i colori del nastro WPSU di verde, bianco e viola, progettata e presentata a lei da Christabel Pankhurst.

### La vita in seguito e l'eredità.
Il marito della Cullen, Joshua, che sosteneva il suo femminismo, morì nel 1956 all'età di 88 anni. Lei divenne nota come "l'ultima delle suffragette". È stata intervistata per il People and Women’s Day. Si fece fotografare con il certificato illustrato della WSPU, indossando la sua fascia Voti per le donne nel 1958, nella collezione della National Library of Australia. Nel giorno del suo 80º compleanno incaricò i funzionari di lasciare la sua casa a Lidcombe, Sydney, al Children's Library and Crafts Movement, come centro per bambini.
Nel 1958 era in una casa di cura ad Hammondville. Morì il 24 luglio 1960 a Sydney. La sua morte fu riportata a livello internazionale, anche dalla Singapore Free Press e dal London Daily Telegraph. Aveva detto che le sarebbe piaciuto "che i giornali lo sapessero, nella speranza che i giovani in futuro si ricordassero come si comprano alcune libertà".

## Cimeli
Ci sono artefatti della sua vita nella National Library of Australia, in particolare tra i documenti di archivio di Bessie Rischbieth, femminista e fondatrice della 'Australian Federation of Women's Societies (o elettori), che persuase la Cullen a donare i suoi oggetti delle suffragette alla collezione. Questi includono lo schizzo della Cullen della sua cella, con la didascalia, "i muri di pietra non fanno una prigione, né le sbarre di ferro una gabbia". C'è anche la spilla Holloway di Cullen e la sua fascia WSPU, che indossa in una fotografia doppia di lei sia in abiti da prigione che vestita di bianco mentre indossa la fascia per la Marcia delle donne di Hyde Park, dal suo libro scritto nel 1959. La collezione ha il certificato originale di Emmeline Pankhurst, che onora il contributo di Louise Cullen di "auto-dimenticanza e ricerca di sé, sempre pronta a obbedire alla chiamata del dovere, e di rispondere all'appello degli oppressi", che tiene nel suo ritratto.